# بارتلت اسپرینگز (کالیفرنیا)
بارتلت اسپرینگز (به انگلیسی: Bartlett Springs) یک منطقهٔ مسکونی در ایالات متحده آمریکا است که در شهرستان لیک، کالیفرنیا واقع شده‌است. بارتلت اسپرینگز ۶۵۴ متر بالاتر از سطح دریا واقع شده‌است.